# Dicranoloma dusenii
Dicranoloma dusenii là một loài Rêu trong họ Dicranaceae. Loài này được (Broth.) Broth. mô tả khoa học đầu tiên năm 1909.